# Kaibun
Les kaibun (回文) sont, en japonais, l'équivalent des palindromes en français. Il s'agit donc de phrases qui se lisent de la même façon de droite à gauche que de gauche à droite (phrases symétriques).
Le mot kaibun signifie « « phrase » (文) « tournante » (回) ».
Exemples de kaibun :
- shinbunshi (新聞紙 / しんぶんし?, « papier journal ») ;
- takeyabu yaketa (竹薮焼けた / たけやぶやけた?, « le bosquet de bambou a brûlé »).